# Arnie Lawrence
Arnold Lawrence Finkelstein (10 de julio de 1938 en Brooklyn, Nueva York - 22 de abril de 2005 en Jerusalén, Israel) fue un saxofonista de jazz estadounidense.   

## Carrera
Estudió clarinete en su juventud antes de pasarse al saxofón. Tocó desde los 12 años en clubes de Catskills, y a los 17 ya actuaba en Birdland, en un momento trabajando en un programa doble con John Coltrane. Tocó con Charles Mingus, Thad Jones, Maynard Ferguson, Clark Terry y Duke Pearson, pero no hizo sus primeras grabaciones hasta 1966, tocando en The Dealer de Chico Hamilton. Trabajó durante varios años con Hamilton y se convirtió en solista en The Tonight Show de 1967 a 1972. Sus primeros discos como líder aparecieron en 1968.
A principios de la década de 1970, tocó con Willie Bobo y luego se unió a la banda Blood, Sweat & Tears en 1974. Hizo una gira mundial con Liza Minnelli en 1978-79 y lanzó algunos discos más bajo su propio nombre antes de realizar una gira con Louie Bellson a principios de los años 1980. Compuso una sinfonía titulada Red, White and Blues, que fue estrenada por una orquesta en Williamsburg, Virginia; Lawrence, Dizzy Gillespie y Julius Hemphill actuaron como solistas en la actuación.
Desde mediados de la década de 1970, enseñó como artista residente en Kentucky y Kansas. En 1986, dejó de grabar y hacer giras y fundó la Nueva Escuela de Jazz y Música Contemporánea en la ciudad de Nueva York; entre los estudiantes del programa se encontraban Roy Hargrove, Brad Mehldau, Larry Goldings, John Popper, Peter Bernstein y Spike Wilner del Smalls Jazz Club. Se mudó a Israel en 1997,   donde fundó el Centro Internacional de Música Creativa,  un centro educativo abierto a estudiantes judíos y árabes. Tocaba regularmente en Israel y era dueño de su propio club nocturno llamado Arnie's Jazz Underground. Sufrió cáncer de pulmón y de hígado en una etapa avanzada de su vida y murió en Jerusalén en 2005.   

## Discografía

### Como líder
- You're Gonna Hear from Me (Project 3, 1966)
- Look Toward a Dream (Project 3, 1968)
- Inside an Hour Glass (Embryo, 1970)
- Unobstructed Universe (Adamo, 1976)
- Renewal (Palo Alto, 1982)
- Arnie Lawrence and Treasure Island (Doctor Jazz, 1983)

### Como acompañante
Con Chico Hamilton
- The Dealer (Impulse!, 1966)
- El Exigente: The Demanding One (Flying Dutchman 1970)
- Peregrinations (Blue Note, 1975)